# Coppa Italia 2021-2022 (pallavolo femminile)
La Coppa Italia 2021-2022, 44ª edizione della coppa nazionale di pallavolo femminile, si è svolta dal 30 dicembre 2021 al 6 gennaio 2022: al torneo hanno partecipato otto squadre di club italiane e la vittoria finale è andata per la quarta volta, la terza consecutiva, all'Imoco.

## Regolamento
Le squadre hanno disputato quarti di finale, semifinali e finale.

## Squadre partecipanti
| Squadra         | Qualificazione                           |
| --------------- | ---------------------------------------- |
| AGIL            | 2ª alla 12ª giornata di Serie A1 2021-22 |
| Chieri '76      | 6ª alla 12ª giornata di Serie A1 2021-22 |
| Cuneo Granda    | 8ª alla 12ª giornata di Serie A1 2021-22 |
| Imoco           | 1ª alla 12ª giornata di Serie A1 2021-22 |
| Pro Victoria    | 3ª alla 12ª giornata di Serie A1 2021-22 |
| San Casciano    | 7ª alla 12ª giornata di Serie A1 2021-22 |
| Savino Del Bene | 4ª alla 12ª giornata di Serie A1 2021-22 |
| UYBA            | 5ª alla 12ª giornata di Serie A1 2021-22 |

## Torneo

### Tabellone
|  | Quarti di finale | Quarti di finale | Quarti di finale |  |   | Semifinali | Semifinali | Semifinali |  |   | Finale | Finale | Finale |
|  |                  |                  |                  |  |   |            |            |            |  |   |        |        |        |
|  | 1                | Imoco            | 3                |  |   |            |            |            |  |   |        |        |        |
|  | 1                | Imoco            | 3                |  |   |            |            |            |  |   |        |        |        |
|  | 8                | Cuneo Granda     | 1                |  |   |            |            |            |  |   |        |        |        |
|  | 8                | Cuneo Granda     | 1                |  | 1 | Imoco      | 3          |            |  |   |        |        |        |
|  |                  |                  |                  |  | 1 | Imoco      | 3          |            |  |   |        |        |        |
|  |                  |                  |                  |  |   | 5          | UYBA       | 1          |  |   |        |        |        |
|  | 4                | Savino Del Bene  | 1                |  |   | 5          | UYBA       | 1          |  |   |        |        |        |
|  | 4                | Savino Del Bene  | 1                |  |   |            |            |            |  |   |        |        |        |
|  | 5                | UYBA             | 3                |  |   |            |            |            |  |   |        |        |        |
|  | 5                | UYBA             | 3                |  |   |            |            |            |  | 1 | Imoco  | 3      |        |
|  |                  |                  |                  |  |   |            |            |            |  | 1 | Imoco  | 3      |        |
|  |                  |                  |                  |  |   |            |            |            |  |   | 2      | AGIL   | 2      |
|  | 2                | AGIL             | 3                |  |   |            |            |            |  |   | 2      | AGIL   | 2      |
|  | 2                | AGIL             | 3                |  |   |            |            |            |  |   |        |        |        |
|  | 7                | San Casciano     | 1                |  |   |            |            |            |  |   |        |        |        |
|  | 7                | San Casciano     | 1                |  | 2 | AGIL       | 3          |            |  |   |        |        |        |
|  |                  |                  |                  |  | 2 | AGIL       | 3          |            |  |   |        |        |        |
|  |                  |                  |                  |  |   | 6          | Chieri '76 | 0          |  |   |        |        |        |
|  | 3                | Pro Victoria     | 0                |  |   | 6          | Chieri '76 | 0          |  |   |        |        |        |
|  | 3                | Pro Victoria     | 0                |  |   |            |            |            |  |   |        |        |        |
|  | 6                | Chieri '76       | 3                |  |   |            |            |            |  |   |        |        |        |
|  | 6                | Chieri '76       | 3                |  |   |            |            |            |  |   |        |        |        |

### Risultati

#### Quarti di finale
| 30 dicembre 2021 PalaVerde, Villorba Durata: 1h:31 - Spettatori: 1 231           | Imoco           | 3 - 1 | Cuneo Granda | 23-25, 25-14, 25-22, 25-14 |
| 3 gennaio 2022 Palazzetto dello Sport, Scandicci Durata: 1h:53 - Spettatori: 300 | Savino Del Bene | 1 - 3 | UYBA         | 22-25, 22-25, 25-19, 19-25 |
| 30 dicembre 2021 PalaTerdoppio, Novara Durata: 1h:30 - Spettatori: 1 029         | AGIL            | 3 - 1 | San Casciano | 25-21, 25-6, 19-25, 25-18  |
| 30 dicembre 2021 Palazzetto dello Sport, Monza Durata: 1h:21 - Spettatori: 463   | Pro Victoria    | 0 - 3 | Chieri '76   | 23-25, 23-25, 18-25        |

#### Semifinali
| 5 gennaio 2022 Palazzetto dello Sport, Roma Durata: 1h:43 - Spettatori: ? | Imoco | 3 - 1 | UYBA       | 25-16, 24-26, 25-16, 25-23 |
| 5 gennaio 2022 Palazzetto dello Sport, Roma Durata: 0h:00 - Spettatori: 0 | AGIL  | 3 - 0 | Chieri '76 | 25-0, 25-0, 25-0           |

#### Finale
| 6 gennaio 2022 Palazzetto dello Sport, Roma Durata: 2h:13 - Spettatori: 3 230 | Imoco | 3 - 2 | AGIL | 19-25, 19-25, 25-21, 25-22, 15-13 |